# Aerodramus germani
La salangana de German (Aerodramus germani) es una especie de ave apodiforme de la familia Apodidae que vive en el Sudeste Asiático.

## Distribución
Se extiende por las zonas costeras del sudeste asiático y la isla de Hainan. Puede encontrarse en el sur de Birmania, China, Tailandia y Camboya, Vietnam, Indonesia, Laos, Malasia, Filipinas y Singapur.

## Descripción
Esta especie mide alrededor de 12 cm de largo y pesa entre 13 y 14 gramos. El plumaje de sus partes superiores es pardo negruzco y mucho más claro en las partes inferiores. Su cola es ligeramente ahorquillada y sus alas son largas y estrechas. Su pico y patas son negras. La subespecie nominal C. g. germani que se extiende desde Hainan hasta Tailandia y el norte de Malasia tiene el obispillo blanquecino, pero  C. g. amechanus del resto de Malasia tiene el obispillo gris. Estas dos formas a veces fueron consideradas subespecies de la salangana nidonegro.
La especie emiten varios tipos de llamadas, como un zuing alto y diversas llamadas tipo chip usadas para la ecolocalización en el interior de las cuevas.
La salangana del Himalaya pasa el invierno dentro del área de distribución de la salangana de German, pero es de mayor tamaño y más corpulento, y además su obispillo es más grisáceo que el de C. g. germani.

## Comportamiento
Esta salangana se alimenta por encima diversos hábitats desde los costeros a las montañas. Su dieta se compone de insectos voladores que captura al vuelo. A menudo se alimenta en grandes bandadas con otras especies de vencejos y golondrinas.

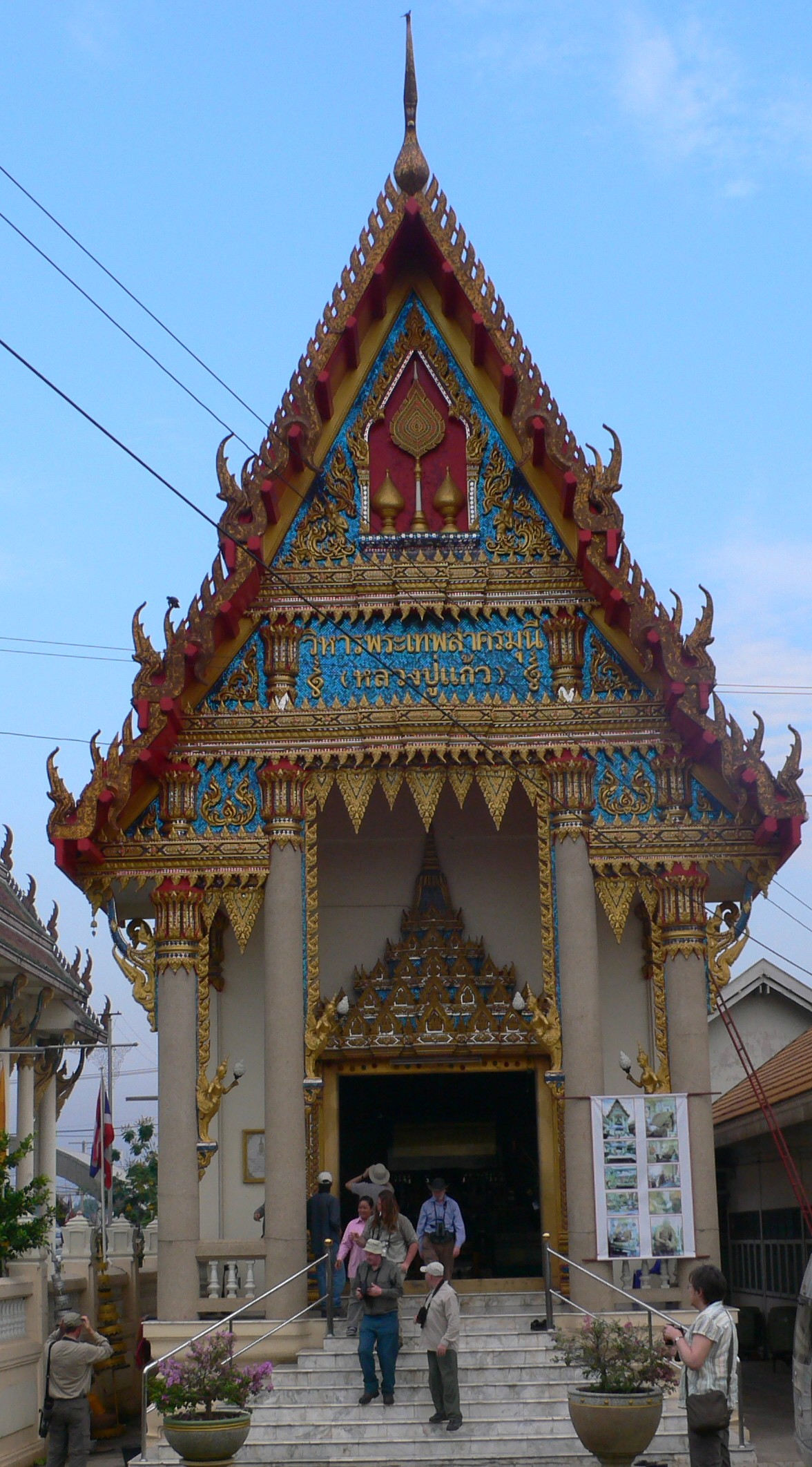
Hay una colonia de cría en el interior de los muros de este templo.

Cría en colonias en el interior de cavernas, en grietas de acantilados y algunas veces en construcciones. Construye su nido pegado a las rocas usando saliva solidificada como principal material de construcción lo que le da un aspecto blanco traslúcido. Mide unos 6 cm de ancho y 1,5 cm de profundidad, con un peso medio de 14 gramos. Las hembras suelen poner dos huevos de color blanco mate.